# فايرفوكس لأندرويد
موزيلا فنك (بالإنجليزية: Mozilla Fennec)‏ هي إصدارة من متصفح الويب موزيلا فيرفكس مخصصة لهواتف أندرويد. أطلقت الإصدارة 1.0 ألفا منه في 17 أكتوبر 2008. اسم المتصفح مأخوذ من اسم نوع من ثعالب الصحراء الصغيرة يعرف باسم فنك (حيث أنه إصدارة مصغرة لموزيلا فيرفكس).

## وصلات خارجية
- فايرفوكس لأندرويد على موقع Google Play (الإنجليزية)
- الموقع الرسمي